# Джеймс Садлер
Джеймс Садлер (англ. James Sadler; 27 лютого 1753 — 27 березня 1828) — англійський аеронавт, хімік і кондитер.У 1784 році став першим англійцем, який здійснив політ на повітряній кулі. Виконав близько 50-ти успішних польотів на повітряних кулях над різними містами Британії. Батько Віндхема Садлера, який у 1824 році трагічно загинув під час польоту на повітряній кулі.

## Життєпис

### Сім'я та перші роки життя

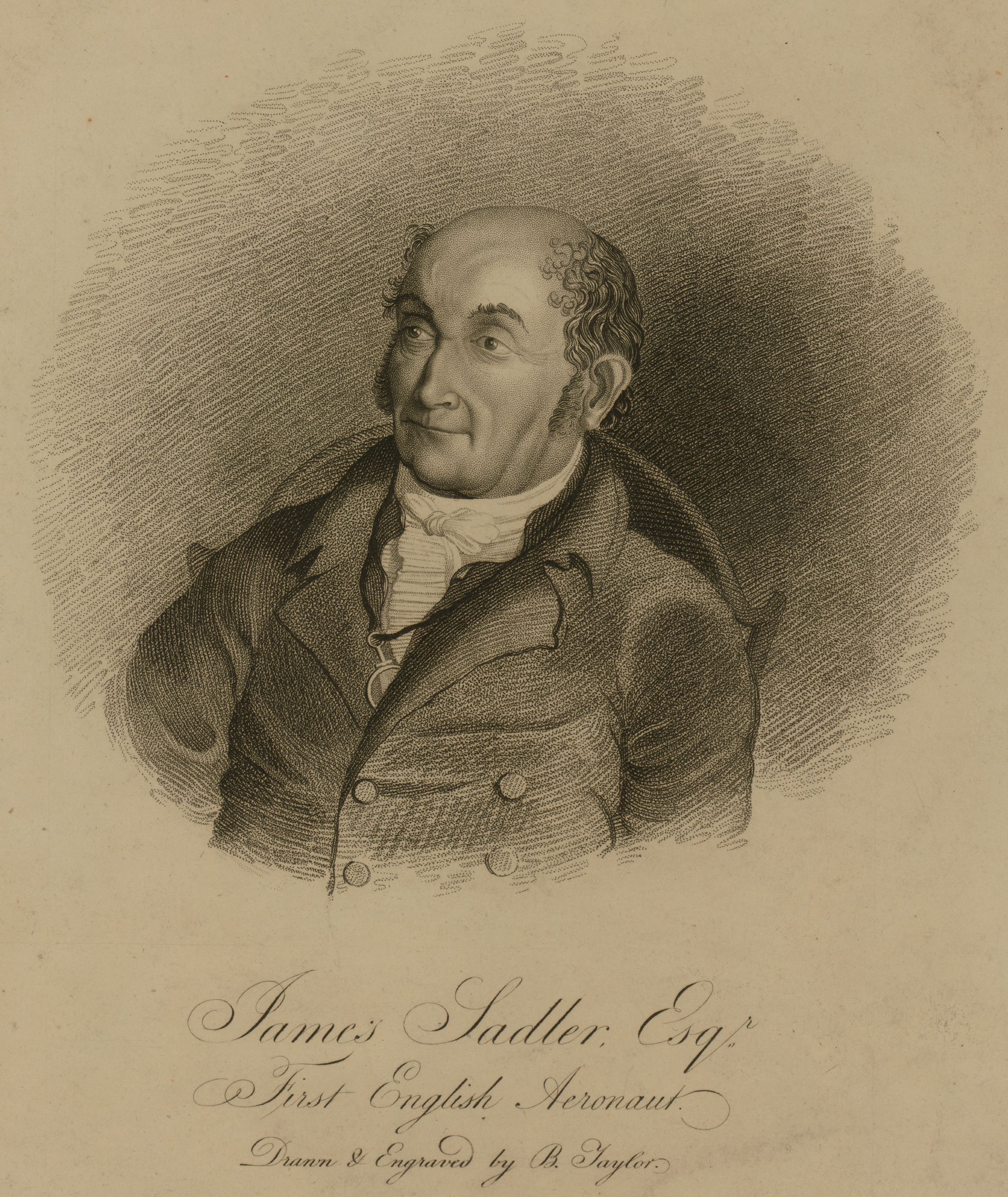
Портрет Джеймса Садлера, 1812 рік (автор Б. Тейлор)

Джеймс Садлер народився у англійському Оксфорді в 1753 році. 27 лютого 1753 року його охрестили в місцевій церкві Святого Петра. Він був старшим сином Джеймса Садлера (1718—1791) та Елізабет Блейкні (1718—1802).
Батько Джеймса був відомим кондитером і вже з ранніх років долучив своїх синів до власного сімейного бізнесу. Молодший брат Джеймса, Томас Садлер (1756—1829) , працював в невеликому кафе в Сент-Клементі. Сам Джеймс, отримав в спадок від батька невелику кондитерську крамницю  «The Lemon Hall Refreshment House»  в Оксфорді.
До 1779 року Джеймс Садлер встиг одружитись і в них, з дружиною Марією, народилось четверо дітей, серед яких найвідомішим пізніше став старший син Джон Садлер (1779—1838).

### Перші польоти на повітряних кулях

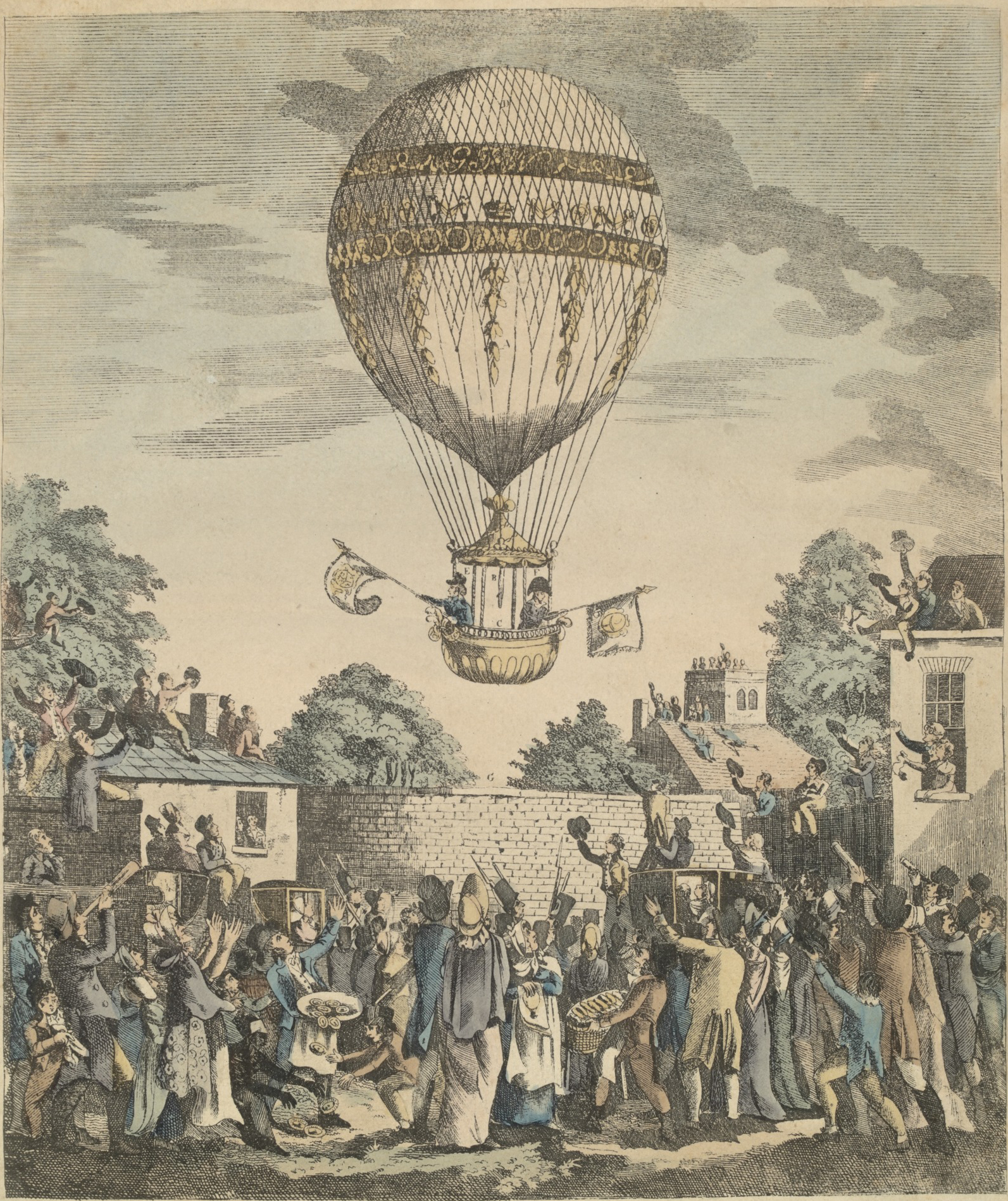
Політ на повітряній кулі містера Садлера і капітана Паджета з Королівського флоту, 12 серпня 1811 року (сад біля театру в Гекні, Лондон)

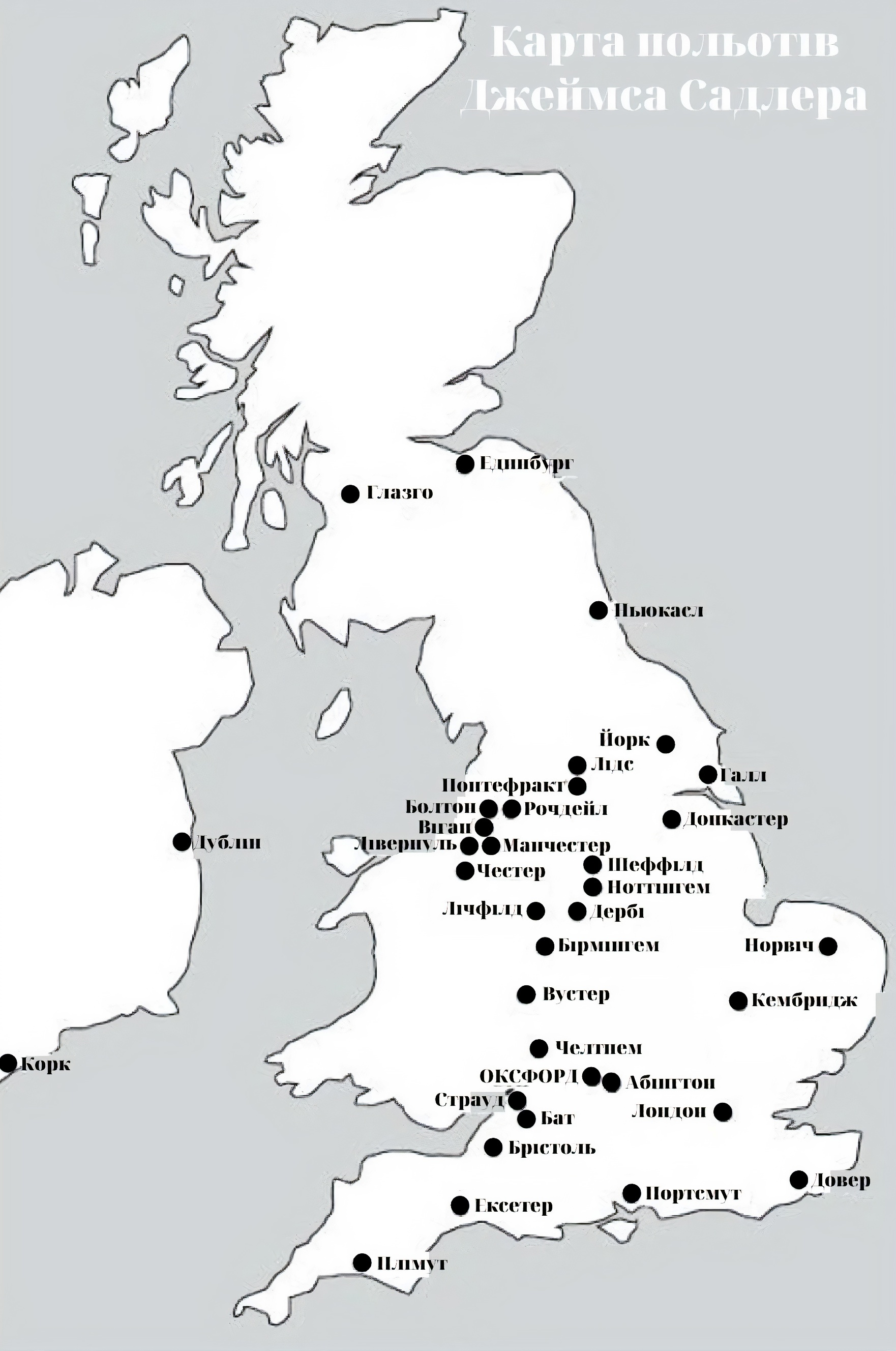
Карта міст в яких здійснював свої польоти Джеймс Садлер

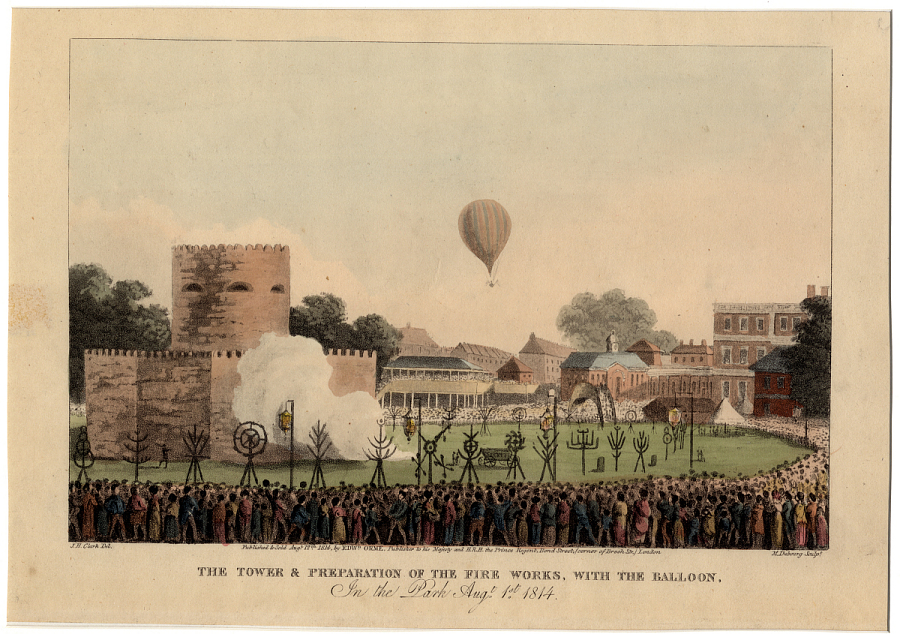
Політ Садлера на святі в честь принца регента Георга IV, 1814 рік

В 1784 році Джеймс Садлер захопився повітроплаванням і розпочав власні експерименти з повітряними кулями. 9 лютого 1784 з резиденції Святого Клемента в Оксфорді, він запустив в політ 36-футову водневу безпілотну повітряну кулю.
4 жовтня 1784 року Джеймс Садлер став першим англійцем, який здійснив політ на повітряній кулі і лише третьою людиною, яка здійснила подібний політ над Британією (першим був шотландець Джеймс Тайтлер, а другим італієць Вінченцо Лунарді). Політ Садлера відбувся в Оксфорді. 170-футова повітряна куля стартувала з відомого місцевого парку «Крайст Черч Медоу»  , піднялася на висоту 3600 футів (1100 м) і приземлилася за 6 миль від місця старту, поблизу містечка Вудітон. Політ тривав близько 30 хвилин й був детально описаний в місцевому оксфордському журналі в статті «Вогняна куля, піднята за допомогою гарячого повітря».
Другий політ Садлера відбувся 12 листопада 1784 року. Цього разу, повітряну кулю наповнили воднем і за ним спостерігали тисячі глядачів. Після 20-ти хвилинного польоту Джеймс успішно приземлився поблизу містечка Ейлсбері і повернувся в Оксфорд під овації всіх містян.
5 травня 1785 року Джеймс здійснив політ з спортивного стадіону Моулслі Херст в графстві Суррей. Компанію йому склав місцевий депутат Вільям Віндхем (1750—1810). Під час цього польоту, Джеймс планував долетіти до Франції, проте повітряна куля приземлилась біля гирла Темзи й Садлеру так і невдалось перелетіти через Ла-Манш й повторити легендарний подвиг Жана-П'єра Бланшара.
12 травня 1785 року Садлер здійснив політ в Манчестері і вперше взяв в гондолу своєї повітряної кулі кота. Політ пройшов успішно, повітряна куля з Садлером і котом пролетіла 7 миль й приземлилась поблизу Редкліффа. Цю подію, в Манчестері вшанували встановленням пам'ятної меморіальної таблички, а одну з вулиць міста було названо «Balloon street».
На початку літа 1875 року Садлер здійснив другий політ з Манчестера. Проте, цього разу все завершилось невдалою посадкою поблизу Понтефракта в Західному Йоркширі. Джеймс піднявся на рекордну для себе висоту 13 000 футів (4 000 м), пролетів близько 50 миль (80 км), але отримав важкі травми при посадці, коли потужний вітер протягнув його з повітряною кулею по землі близько 3 км. В результаті, Садлер просто випав з гондоли, але зумів вціліти.
Шостий політ Джеймса відбувся у Вустері 25 серпня 1785 року. Спокійно взлетівши, під пильним наглядом великої кількості глядачів, Джеймс пролетів близько 25 миль за 40 хвилин і приземлився біля невеликого селища Стреттон-Гранс. 10 вересня 1785 року Садлер вирішив повторити політ у Вустері. Проте проблеми почались одразу після старту повітряної кулі. Спершу, вона зачіпила велике дерево і Джеймсу знадобилось декілька хвилин щоб звільнити її з гілок. Пізніше, пролетівши лише 9 миль, йому довелось здійснювати аварійну посадку на поле біля Лічфілда в Стаффордширі. Сильний вітер протягнув Садлера з кулею майже 5 миль по полю, після чого він випав з гондоли і лише чудом вцілів, отримавши значні травми рук і ніг. А полегшена повітряна куля, без пілота в гондолі, знову піднялась в повітря й була втрачена назавжди. Після цього польоту Джеймс Садлер раптово покинув своє захоплення повітряними кулями і протягом наступних 24 років не здійснив жодного польоту.

### Інженерні винаходи і експерименти з паровим двигуном
Наприкінці 1785 року Садлер зайнявся винахідництвом та різними науковими й хімічними експериментами. Він, одним з перших, почав використовувати вугільний газ для освітлення дому й вуличних ліхтарів. В 1788 році Джеймс влаштувався лаборантом в хімічну лаболаторію Оксфордського універстету і працював там до 1790 року. В університеті, він тісно співпрацював з іншим вченим, Томасом Беддоузом й разом, вони змогли розробити і значно вдосконалити власний паровий двигун Садлера. В червні 1791 року Джеймс Садлер запатентував «мобільний паровий двигун, розроблений з реакційною турбіною і конденсатором» («патент № 1812»), через що отримав погрози судових позовів від самого Джеймса Ватта.
В 1790 році померла перша дружина Садлера і він планував на деякий час покинути Британію. В 1792 році він ненадовго, супроводжував сера Джорджа Стонтона в Італію, після чого повернувся назад в Оксфорд.

В 1795 році Садлера було призначено керівником військових казарм в Портсмуті з платнею 300 фунтів стерлінгів в рік. Він почав роботу над вдосконаленям зброї для англійської армії, зокрема гвинтівок і гармат. В 1796 році Садлера призначено хіміком Королівського військово-морського флоту Британії. Вдосконаленні корабельні гармати виготовленні Садлером були настільки успішними, що навіть сам адмірал флоту, лорд Нельсон, якось сказав: 
|  | Я б взяв на борт своєї «Вікторії» стільки цих гармат, скільки міг би виготовити і надіслати містер Садлер. |

24 жовтня 1795 року Джеймс Садлер вдруге одружився. Його дружиною стала Марта Хенкок з Брістоля й вже через рік, він знову святкував народження сина, якого назвали Віндхемом.
В жовтні 1796 року Садлер заснував невеликий завод з розливу мінеральних вод. На ньому він встановив паровий двигун власної розробки й випускав мінеральну воду в пляшках з етекеткою, на якій було зображено повітряну кулю.
В 1799 році Джеймс збудував потужний паровий двигун для адміралтейства в Порстмуті. Проте, навіть успіхи з гарматами й двигунами не змогли налагодити стосунки Садлера з новим генеральним інспектором військово-морської ради Семюелем Бентамом. Через конфлікт з ним, Садлер був змушений побудувати для себе власну лабараторію, а в 1809 році його звільнили з займаної посади в Королівському флоті. В 1810 році Джеймс Садлер вирішив відновити свою кар'єру аеронавта і знову почав здійснювати показові польоти на повітряних кулях.

### Відновлення польотів на повітряних кулях

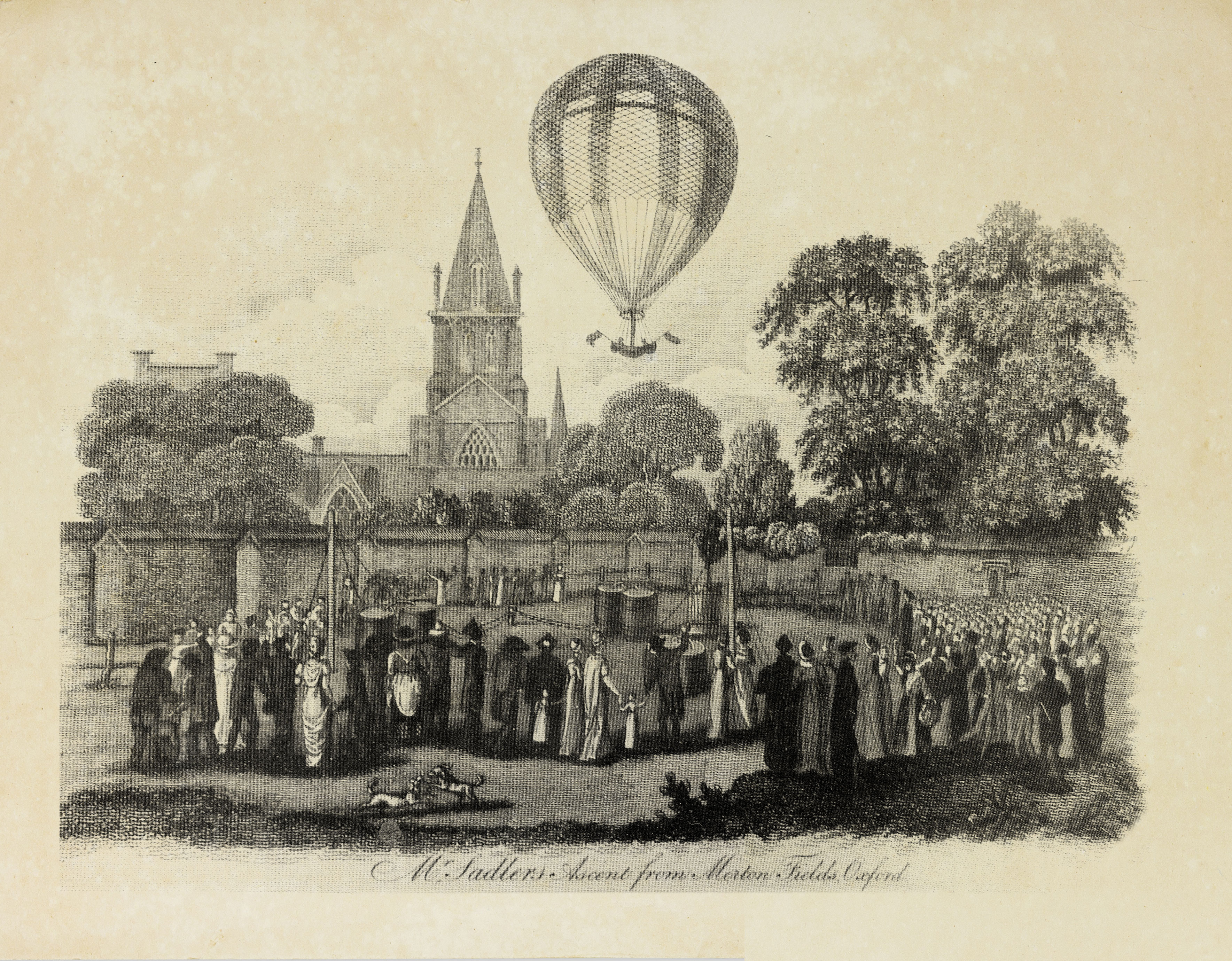
Політ Джеймса Садлера з «Мертон-Філдс» в Оксфорді, 1811 рік

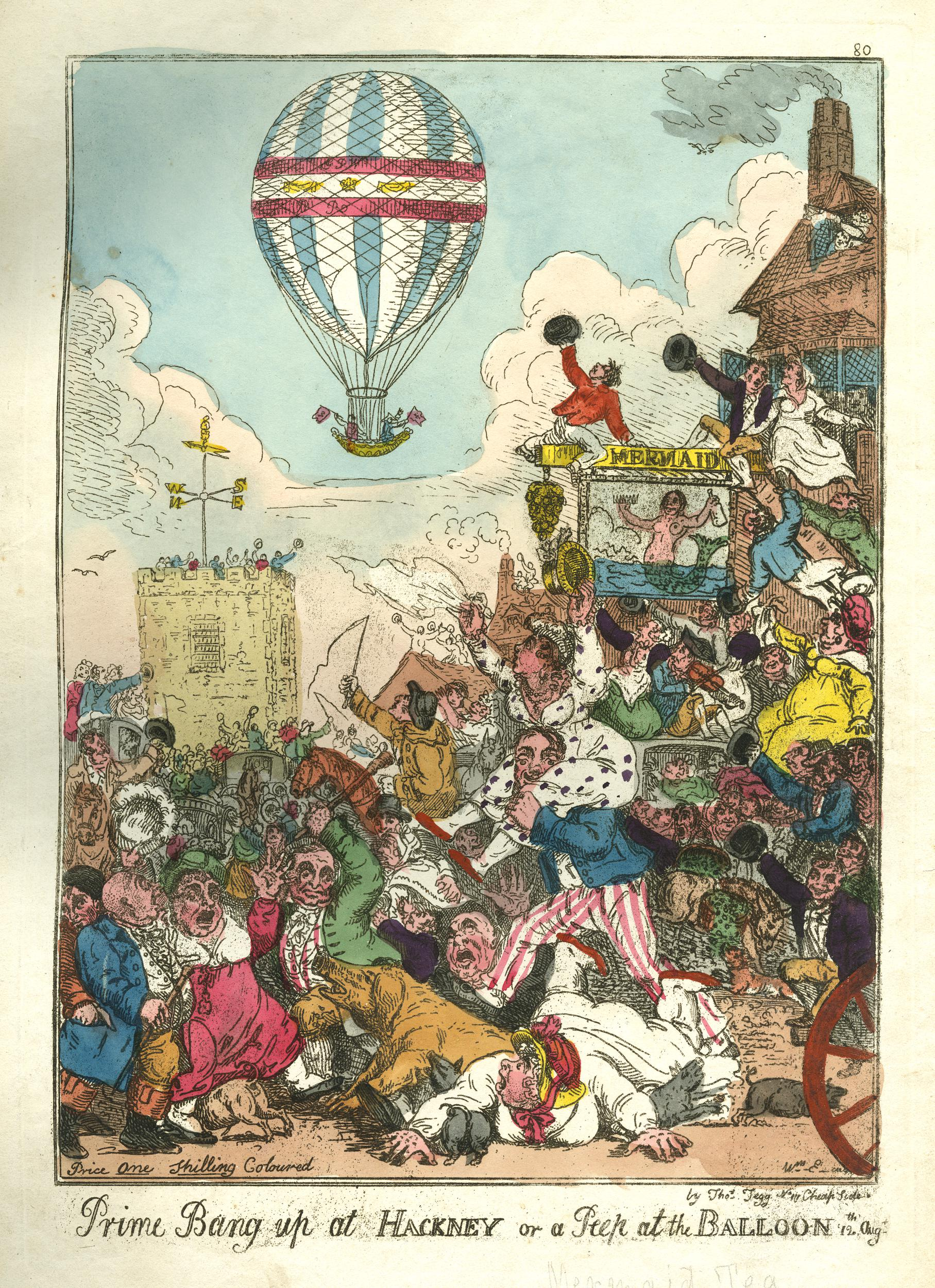
Карикатура "Плебейський натовп, радіє величному підйому повітряної кулі з Джеймсом Садлером і лейтенантом Педжетом біля таверни «Русалка» (Лондон, 1811 рік)

Свій перший політ після 24 років перерви, Джеймс Садлер здійснив 7 липня 1810 року в Оксфорді, на святі в честь лорда Вільяма Гренвіля, колишнього прем'єр-міністра Великої Британії. Куля стартувала з невеликої площі в Мертон-Філдс , а в гондолі, окрім самого Джеймса, був і його 14-річний син Віндхем, для якого цей політ став першим в житті. Пізніше він описав його так:
|  | Повітряна куля піднялась близько 14:00 години, а в 16:30 нами було здійснено успішну посадку в полі біля Норт-Кролі в Бекінгемширі , на превеликий подив всіх місцевих селян … |

24 вересня 1810 року Джеймс здійснив політ в Брістолі. Супроводжував його молодий хімік Вільям Кнейфілд. Пролітаючи над Редкліффом Садлер випустив з гондоли кошеня до якого кріпився невеликий парашут. Такі експерименти, з спуском собак і котів з повітряної кулі під час польоту, якраз набули популярності серед аеронавтів в Європі. Через три години, повітряна куля опинилась над океаном. Щоб набрати висоту й не впасти у воду, Садлеру довелось викинути спершу весь баласт, а пізніше всі прилади й інструменти, які знаходились в гондолі. Він навіть викинув дуже цінний барометр, подарований докором Джонстоном. Та це не допомогло і куля таки впала в воду за 4 милі до берега. Садлера і Кнейфілда помітили рибалки з Лінмута й підпливши на човні врятували їх.
2 липня 1811 року Джеймс здійснив політ з Триніті-коледжу в Кембриджі. Куля пролетіла 27 миль до Стенстеда в Ессексі. При посадці Садлер отримав невеликі травми і синці, бо сильний вітер знову протягнув кулю по землі і чагарниках.
12 серпня 1811 року відбувся перший політ Садлера в Лондоні. Його було влаштовано в честь дня народження принца регента Георга IV. Поглянути на повітряну кулю Садлера зібрався цілий натовп глядачів, адже, в Лондоні вже давно не влаштовували польотів й востаннє тут літав ще сам Вінченцо Лунарді. Під час польоту, Садлера супроводжував молодий офіцер британського королівського флоту  лейтенант Педжет, який заплатив за цю можливість 100 гіней. Стартувала куля близько 15:00 години з площі біля таверни «Русалка»  в лондонському районі Гекні. Під час польоту, погода різко погіршилась й вже за півтори години повітряна куля з Садлером і лейтенантом Педжетом була змушена здійснити посадку біля села Іст-Тілбері поблизу гирла Темзи. Куля під час посадки сильно вдарилась об землю і лейтенант Педжет випав з гондоли отримавши незначні травми і синці.
29 серпня того ж 1811 року Садлер повторив свій політ з таверни «Русалка» в Гекні, а його супутником став депутат британського парламенту Генрі Бенджамін Бофой. Політ пройшов успішно і вже за годину Садлер і Бофой приземлились в невеликому селі Іст-Торп за кілька миль на захід від Колчестера.

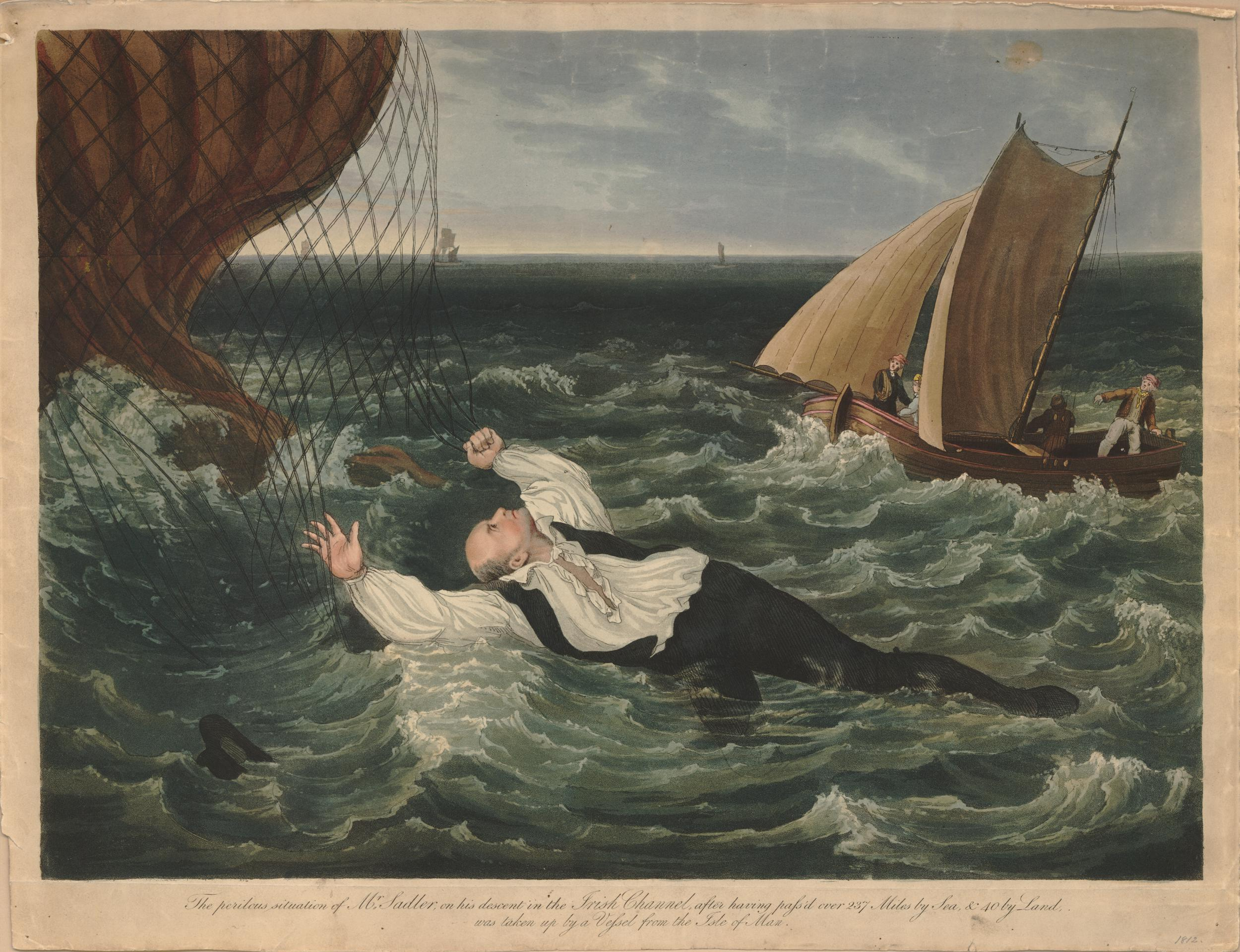
Джеймс Садлер пливе на спині в Ірландському морі, чіпляючись за сітку своєї повітряної кулі, що впала. Праворуч четверо моряків пливуть йому на допомогу в невеликому вітрильному човні (1812 рік)

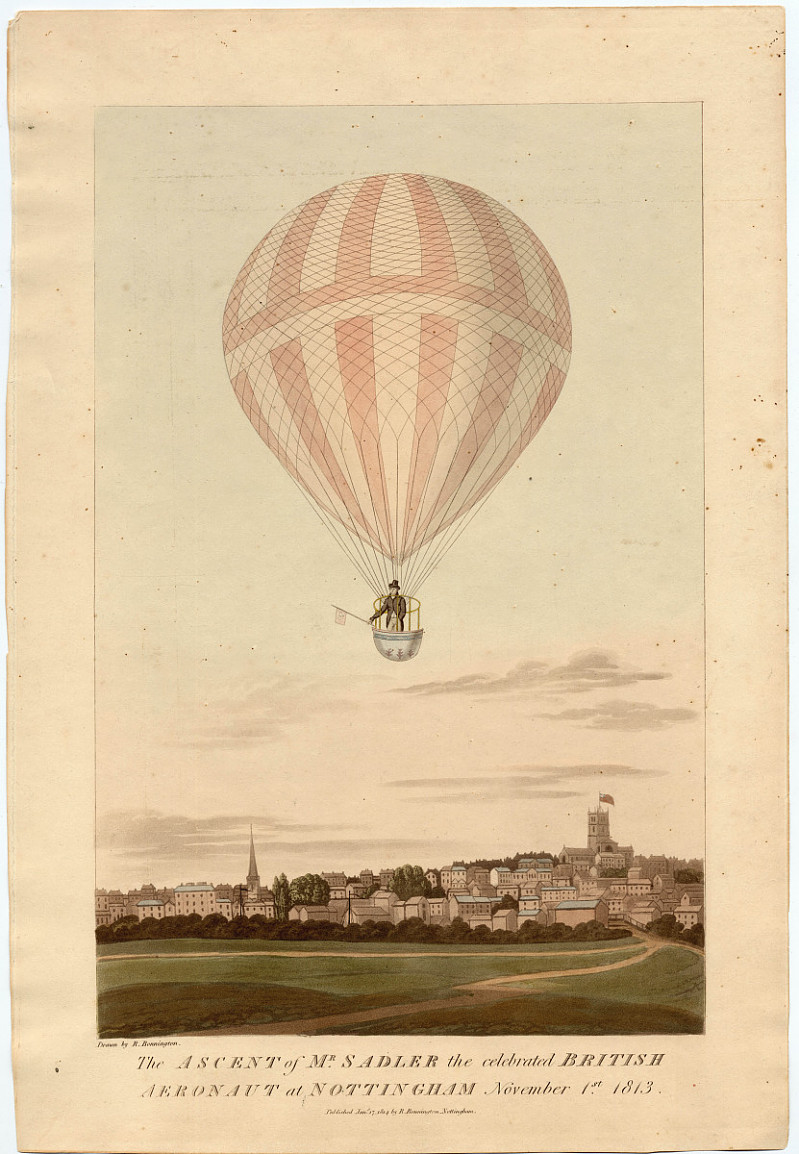
Політ Джеймса Садлера в Ноттінгемі 1 листопада 1813 року (художник: Річард Паркс Бонінгтон)

7 жовтня 1811 року здійснюючи свій черговий політ в Бірмінгемі Садлер потрапив в штормовий вітер і пролетів 112 миль за рекордні 80 хвилин. Його супроводжував джентльмен Джон Берчам з Іст-Дерема. Незважаючи на шторм і велику швидкість, він встиг здійснити декілька вимірів висоти за допомогою барометра. При посадці, повітряна куля ледь не зачепила шпиль високої церкви на хуторі Асгарбі в графстві Лінкольншир. Пізніше, вітер все таки виніс повітряну кулю на високі дерева, гондола перехилилась і Джон Берчам випав з неї, встигнувши схопитись за гілку найближчого дерева. Садлер пролетів ще декілька миль й також випав з гондоли після сильного удару об землю при посадці. Повітряну кулю підняв вітер і поніс в сторону Північного моря, де вона затонула.
1 жовтня 1812 року Джеймс Садлер здійснив спробу перелетіти через Ірландське море з Дубліна в Голігед. Раніше, в липні 1785 року, таку ж спробу вже робив ірландець Річард Кросбі, але не пролетівши й половину шляху, його повітряна куля потрапила в шторм і впала в море. Садлера спіткала подібна доля: його 55-ти футова куля, яка ще недавно прикрашала одну з виставок в Манчестері, протягом 5 годин боролась з зустрічними вітрами суворого Ірландського моря, але так і не змогла його подолати. Садлер був змушений сідати в морі й його врятували місцеві рибалки, які здалеку спостерігали за польотом кулі. Наступного дня, вони човном доставили Джеймса в Ліверпуль, а звідти він повернувся додому й пізніше написав невелику оповідь про свою небезпечну повітряну подорож в Ірландію.
В листопаді 1813 року Джеймс здійснив політ в Ноттінгемі. Він пролетів 33 милі за неповну годину і успішно приземлився в графстві Рутленд. В травні 1814 року Джеймс здійснив спільний політ з сином Віндхемом в Портсмуті. Наступні 5 років Віндхем допомагав батьку і сам став професійним аеронавтом здійснивши близько 30 успішних польотів. Зокрема, в 1817 році, він здійснив те, що не вдалося його батьку — перелетів Ірландське море. Історію цього польоту Віндхем описав в невеликій оповіді, як раніше робив і його батько.
1 вересня 1815 року в Ньюкаслі Джеймс Садлер здійснив свій 47 політ. Наступного року, також у вересні, він успішно піднявся на повітряній кулі в Корку.
29 вересня 1824 року в Болтоні трагічно загинув Віндхем Садлер. Його повітряна куля під час польоту зачепила димар одного з будинків і він випав з гондоли.
Джеймс Садлер тяжко пережив смерть сина, а згодом ще й померла його друга дружина Марта Хенкок. Після її смерті він повернувся в Оксфорд і жив там. 26 березня 1828 року, на 75 році життя, Джеймс Садлер тихо помер в своєму домі. Його поховали на подвір'ї церкви Святого Петра, в якій його хрестили в дитинстві.

## Вшанування пам'яті

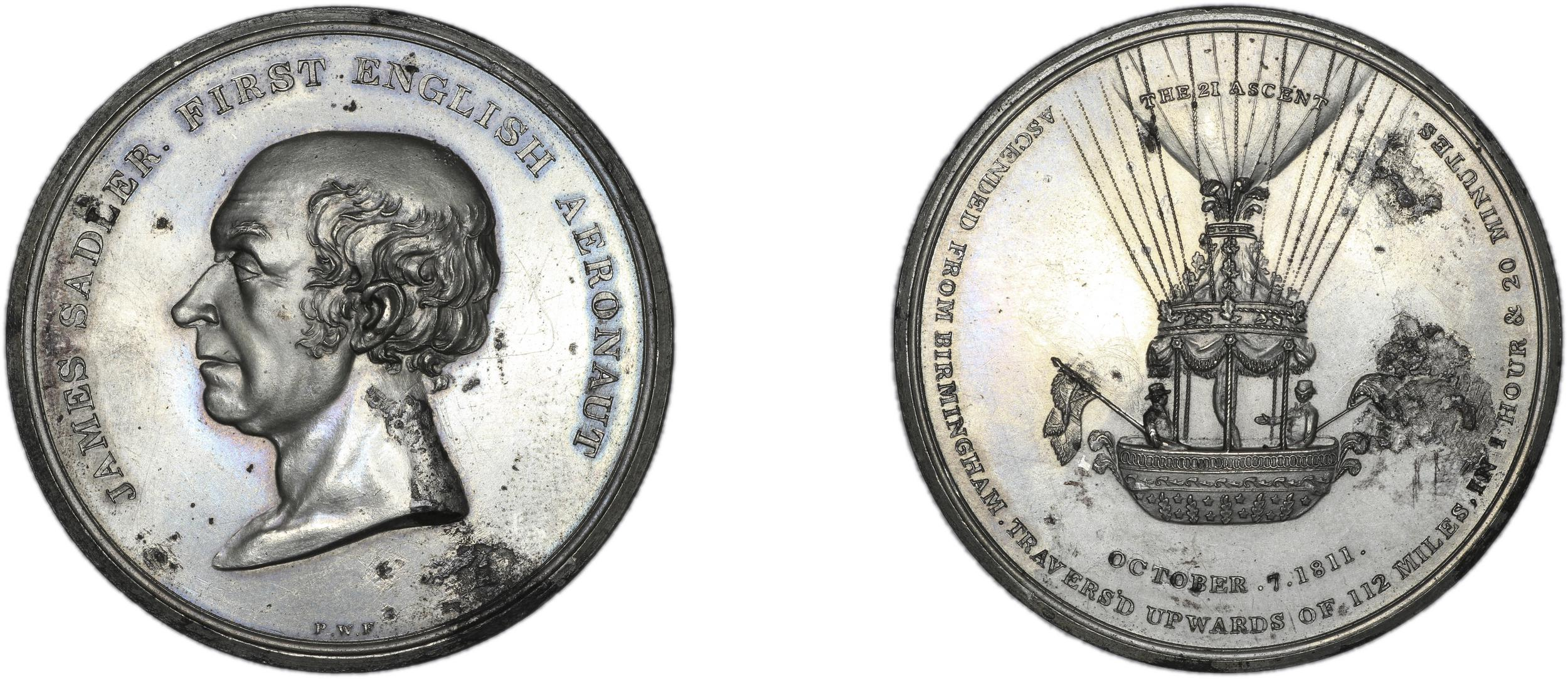
Пам'ятна олов'яна медаль, яку виготовили після польоту Садлера в Бірмінгемі (1811 рік)

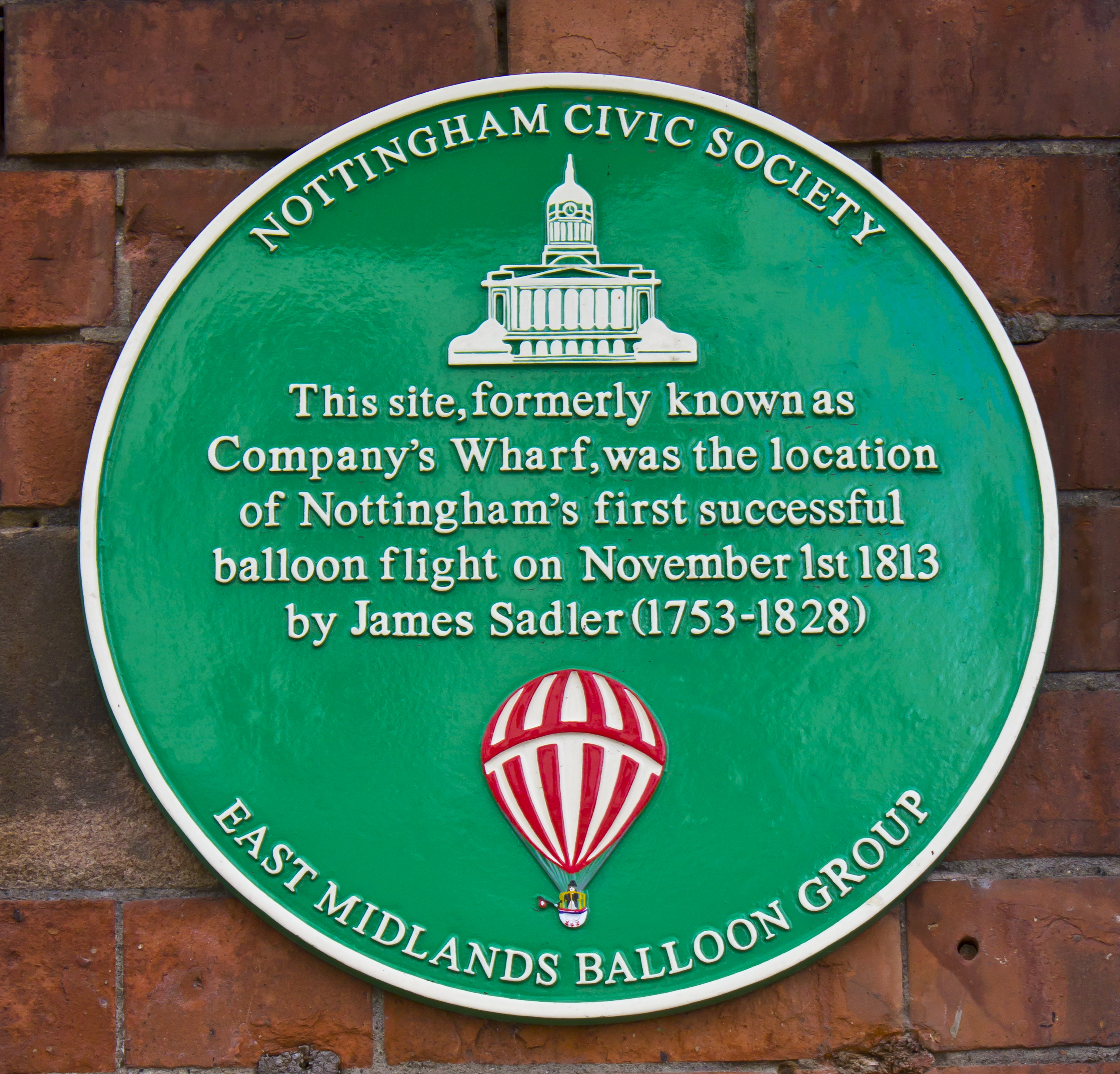
Пам'ятна табличка на місці польоту Садлера в Ноттінгемі

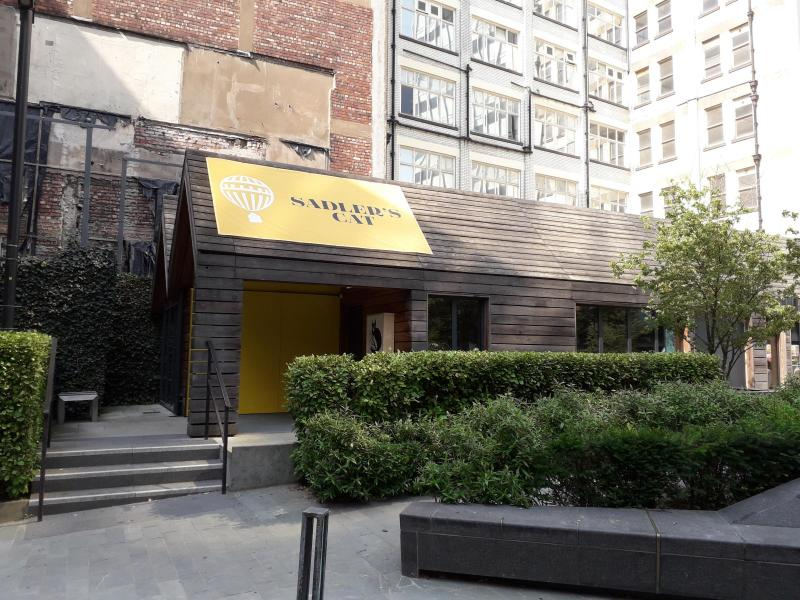
Паб «Sadler's сat» розташований на площі «Sadler's Yard» в Манчестері

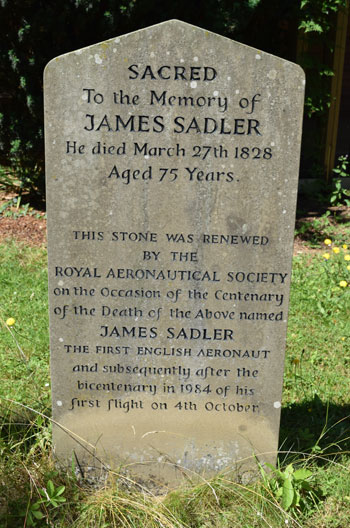
Могила Джеймса Садлера на подвір'ї «церкви Святого Петра» в Оксфорді

Після смерті, про Джеймса Садлера на довгий час забули і його не згадували навіть в рідному Оксфордському університеті. Пов'язано це з його низьким соціальним статусом, він був простим кондитером й не написав жодної книги про свої польоти, яка б стала своєрідною рекламою після його смерті.
Ще в 1811 році, в Бірмінгемі, після успішного польоту Джеймса Садлера з сином Віндхемом, місцева влада виготовила спеціальну пам'ятну олов'яну медаль з його портретом і зображенням повітряної кулі.
В 1815 році британець Боб Кренкі написав пісню про політ повітряної кулі Джеймса Садлера в Ньюкаслі.
Лише в 2000-х роках британці відали Садлеру належне і почали детальніше досліджувати його життя. В результаті, були видані дві книги про Садлера і його сім'ю: Richard O. Smith  «The Man with His Head in the Clouds»  і Mark Davies «King of All Balloons: the adventurous life of James Sadler, the first English Aeronaut» . Також було оновлено меморіальну таблицю на могилі аеронавта в Оксфорді.
В чотирьох містах Британії було встановлено меморіальні таблички присвячені польотам Джеймса Садлера. Їх встановили в Манчестері, Оксфорді, Вудітоні та Ноттінгемі.
В 2015 році в Манчестері одну з площ було названо «Sadler's Yard» . Розташована вона недалеко від вулиці Balloon street. Пізніше, на площі з'явився і паб «Sadler's cat» .